# Lagarde-d’Apt
Lagarde-d’Apt – miejscowość i gmina we Francji, w regionie Prowansja-Alpy-Lazurowe Wybrzeże, w departamencie Vaucluse.
Według danych na rok 1990 gminę zamieszkiwały 33 osoby, a gęstość zaludnienia wynosiła 2 osoby/km² (wśród 963 gmin regionu Prowansja-Alpy-W. Lazurowe Lagarde-d’Apt plasuje się na 753. miejscu pod względem liczby ludności, natomiast pod względem powierzchni na miejscu 567.).